# Écu (monedă)
Écu este o monedă franceză din Evul Mediu, apărută în 1263 și din Epoca Modernă. Valora 3 livre.

## Etimologie
Écu are o etimologie similară escudo-ului portughez, scudului italian, precum și armei de apărare denumit scut, ori elementului, cu același nume, din heraldică. Cuvântul din franceză écu provine din latină scutum, „scut”. În secolul al XI-lea, a fost atestat cuvântul „escut”(în română, „scut”), formă intermediară, în evoluția formei cuvântului francez.
Inițial, numele de écu era atribuit monedelor de aur, apoi, începând de la domnia lui Ludovic al XIII-lea, termenul écu blanc desemna cea mai mare monedă de argint, care valora 60 de sols. Revoluția monetară de la 1795, a păstrat aproape același modul pentru moneda de argint de 5 franci. 
 Pornind de aici, termenul écu este denumirea comună a monedei de 5 franci, până în 1878.
Când s-a luat decizia creării unei monede fiduciare comune europene, în 1979, primul termen ales, European Currency Unit, ale cărui inițiale erau ECU, au reamintit francofonilor de vechea monedă, dar, până la urmă, la inițiativa cancelarului german Kohl, denumirea unității monetare europene reținute a fost Euro, cu motivația, între altele, faptul că în Germania, denumirea acestei monede s-ar pronunța „ein Ecu”, foarte apropiat de pronunțarea sintagmei « eine Kuh », în română « o vacă », termen mult mai puțin glorios decât vechea monedă francofonă.

## Istorie

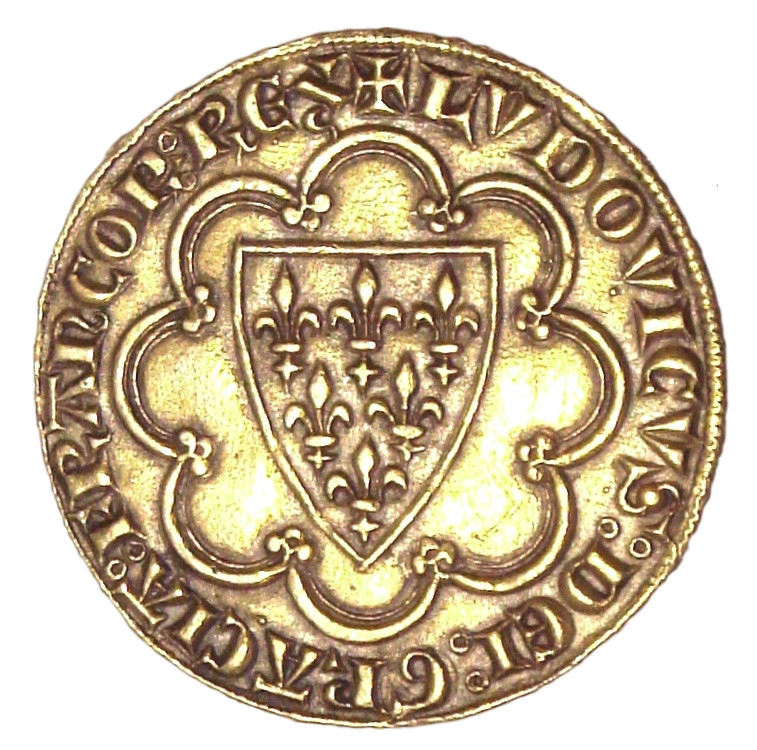
Denier d'or à l'écu (în română: Denar de aur cu scut) emis de Ludovic al IX-lea, avers: circular: +LVDOVICVSºDEIºGRACIAºFRANCORºREX; octolob, în câmpul căruia se află Scutul Franței, cu șase flori de crin.

Ludovic al IX-lea a cerut să se bată un denier d'or à l'écu, în română: denar de aur cu scut, al cărui nume a fost abreviat în écu. Reprezentând scutul Franței, simbol al unificării regatului, această monedă devine etalonul de referință. Întradevăr, écu-ul din aur a continuat să fie bătut, sub diferiți regi ai Franței (de la Filip al VI-lea până la Ludovic al XIII-lea), dar și de către  numeroși seniori francezi și străini (în Aquitaine de Eduard al III-lea, în Béarn de Gaston de Foix, în Navarra de Henric d’Albert, în Flandra de Filip cel Îndrăzneț, de Filip cel Bun, de episcopii de Cambrai, de papii din Avignon, …).

Ludovic al XIII-lea a hotărât să reformeze sistemul monetar în 1640, acest sistem este bazat pe trei monede:
- Ludovic de aur, care a înlocuit francul aflat în circulație din epoca lui Ioan cel Bun,
- Ludovicul de argint sau écu de argint,
- Liardul, monedă din cupru, începând din 1656, demonetizată în 1856.

Acest sistem va dura până la Revoluție.

Pe aversul monedelor écu, figura blazonul Franței cu flori de crin: mai întâi, flori de crin presărate, pe écu-ul de aur al Sfântului Ludovic, écu-ul de aur cu scaun al lui Filip al VI-lea și al lui Ioan cel Bun, după care, un blazon cu trei crini pe écu-ul lui Filip al VI-lea, în 1385, apoi scuturile împărțite în patru cu stema Franței și al Dauphiné, de la Ludovic al XI-lea până la Ludovic al XIV-lea.
Începând din 1610, Henric al IV-lea (rege al Franței și al Navarrei), monedele écu bătute în Béarn și în Navarra purtau un scut împărțit în patru cu stemele Franței și Béarn-Navarrei sau Navarrei singură, în Dauphiné, „Delfinul”, în Bretania, hermina.
În epoca lui Ludovic al XIV-lea, seria de écu de argint „de Flandre”, bătuți la Lille, după anexarea acestuia de Ludovic al XIV-lea, cu un scut având stemele Franței și Burgundiei. În secolul al XVIII-lea, scutul devine rotund sau oval, ornat cu ramuri de palmier, de lauri.
Inițial, scutul Franței avea, în partea de sus, o coroană, uneori un coif în secolul al XV-lea, cu diferite motive, floare de crin, pete de hermină pe piesele bretone, emblema regelui (porcul-spinos al lui Ludovic al XII-lea, salamandra lui Francisc I, semiluna lui Henric al II-lea, atribute ale regalității (sceptrul și mâna justiției începând de la domnia lui Ludovic al XIV-lea, inițiala numelui regelui (de exemplu K în Evul Mediu, de la Karolus, latina medievală, apoi C, în secolul al XVI-lea).

## Diferite tipuri de écu

### Descrierea écu-ului din aur cu scaun emis subFilip al VI de Valois(1328 - 1350)
Écu d'or à la chaise (în română: écu de aur cu scaun) a conoscut șase emisiuni din  1337 în 1349. Greutatea sa a rămas stabilă: 4,53 grame, dar valoarea sa a trecut de la 20 la 25 sols tournois.
- Pe avers, Filip al VI-lea așezat într-un jilț gotic, încoronat, îmbrăcat într-o cămașă de zale și într-o tunică, ținând în mâna dreaptă spada ridicată și în stânga scutul Franței presărat cu nenumărați crini, într-un polilob limitat de mici trefle. Cu legenda: "PHILIPPVS: DEI - .GRA. - FRANCORVM : REX" (Filip: prin grația lui Dumnezeu, regele francilor .
- Pe revers, o cruce cvadrilobată și înflorată, într-un cvadrilob ornat cu frunze și limitat de patru trefle fară pețiol. Cu  legenda: "XPC VInCIT XPC REGИAT XPC INPERAT"[5], Hristos învinge,  Hristos domnește, Hristos comandă.

### Descrierea écu-ului de aur cu coroană emis deCarol al VI-lea(1380 - 1422)
Écu d'or à la couronne (în română: écu de aur cu coroană) a fost creat la 11 martie 1385. Opt emisiuni sunt cunoscute. Greutatea acestui écu din aur era de 3,95 grame, iar valoarea sa de 22 sols tournois. 
- Pe avers, scutul Franței timbrat cu un coif încoronat și legenda KAROLVS DEI GRACIA FRANCORVM REX, adică: Carol, regele francilor prin grația lui Dumnezeu.
- Pe revers, o cruce împodobită cu flori și cu frunze, cu o stea cu cinci raze într-un romb curbiliniu în centru, totul într-un cvadrilob limitat de patru mici coroane și legenda: XPC VINCIT XPC REGNAT XPC INPERAT[5], adică: Hristos învinge, Hristos domnește, Hristos comandă.

Sub domnia lui Carol al VI-lea, au fost emiși și un petit écu couronné (adică: un mic écu încoronat) și un demi-écu heaumé (adică: o jumătate de écu cu coif.)

### Descrierea écu-ului de aur cu coroană emis deCarol al VII-lea(1422 - 1461)
Écu à la couronne (écu cu coroană), cât și un demi-écu à la couronne de același tip, au fost emiși sub Carol al VII-lea cel Victorios. Această monedă (écu cu coroană) cântărea 3,47 grame.
- Aversul reprezintă Scutul Franței încoronat alături de doi crini încoronați, cu legenda: KAROLVS DEI GRACIA FRANCORVM REX (adică, în română: Carol, regele francilor prin grația lui Dumnezeu).
- Reversul reprezintă o cruce împodobită cu frunze cu un cvadrilob coțuros în centru, delimitat de patru coroane, într-un dublu cvadrilob. Cu legenda: XPC VINCIT XPC REGNAT XPC INPERAT[5] (adică: Hristos învinge, Hristos domnește, Hristos comandă).

### Descrierea écu-ului de aur cu soare emis deLudovic al XI-lea(1461 - 1483)
Ludovic al XI-lea a creat écu au soleil (adică: écu cu soare) sau écu sol. Écu sol avea o greutate de 3.45 grame și valora 1 livră și 13 sols tournois.
- Aversul reprezintă Scutul Franței încoronat și încununat cu un soare, cu legenda: "LVDOVICVS DEI GRA FRANCORVM REX" (adică, în română, Ludovic, prin grația lui Dumnezeu, regele Francilor.
- Reversul este compus dintr-o Cruce împodobită cu flori, cu cvadrilob în centru și legenda: „XPC VINCIT XPC REGNAT XPC INPERAT”[5], adică, în română: Hristos învinge, Hristos domnește, Hristos comandă.

### Descrierea écu-ului din aur, cu soare, emis deCarol al VIII-lea(1483 - 1498)
Écu d'or au soleil (écu din aur, cu soare) emis de Carol al VIII-lea a cunoscut două emisiuni în timpul domniei lui. Pe prima emisiune figurează o coroană cu inițiale, în timp ce pe a doua emisiune figurează un crin cu inițiale. De semnalat emisiuni din Dauphiné (cu un delfin și inițiale) și din Dijon (cu o scoică și inițiale). Cele două emisiuni au păstrat aceeași greutate (3,496 grame) și aceeași valoare.
- Aversul reprezintă Scutul Franței încoronat și însorit, cu legenda: "KAROLUS DEI GRA FRANCORVM REX" (în română: Carol, prin grația lui Dumnezeu, regele francilor).
- Reversul este compus dintr-o Cruce împodobită cu flori, cu cvadrilob în centru, iar pe margine, circular, legenda: „XPC VINCIT XPC REGNAT XPC INPERAT”[5] (în română: Hristos învinge, Hristos domnește, Hristos comandă).

### Descrierea écu-ului de aur, cu soare, din Provența, emis deLudovic al XII-lea(1498 - 1515)

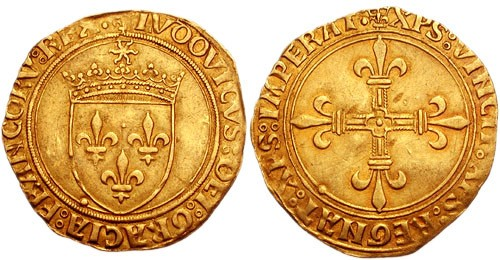
Écu emis de Ludovic al XII-lea, la monetăria din Paris, în1498 (27mm; 3,42 g); avers, legenda: LVDOVICVSºDEIºGRACIAºFRANCORV[m]ºREX; revers: Cruce înflorată cu crini, cvadrilob în centru; circular, legenda: XRSºVINCITºXRSºREGNATºXRSºIMPERAT•

Écu d'or au soleil de Provence (în română, Écu din aur cu soare din Provența) are particularitatea de a fi fost bătut la Aix-en-Provence (a se vedea marca meșterului) în perioada 1505 – 1515. Legenda reia numărul ordinal al regelui Ludovic, adică Ludovic al XII-lea și menționează titlul de conte de Provența (în franceză Comte de Provence). Piesa cântărește 3,496 grame.
- Aversul reprezintă Scutul Franței încoronat sub un soare, cu legenda: „LVDOVICVS XII D G F REX PVIE COME”, (în română: „Ludovic al XII-lea, prin grația lui Dumnezeu, rege al francilor și conte al Provenței”).
- Reversul este compus dintr-o Cruce împodobită cu flori cu un cvadrilob în centru și legenda „XPC VINCIT XPC REGNAT XPC INPERAT”[5], în română: „Hristos învinge, Hristos domnește, Hristos comandă”).

### Descrierea écu-ului de aur din Béarn, emis de François Phébus[7](1479 - 1493)
- Aversul este compus din Scutul de Béarn dominat de un « besant », sprijinit de două spade, cu legenda: "FRANCISCVS FEBVS D G DNS BEARI"[8], în română: François Phébus / Francisc Febus, prin grația lui Dumnezeu, senior de Béarn.
- Reversul reprezintă o Cruce împodobită cu flori, sprijinită de două spade, cu legenda: "DOMINVS ILLVMINATIO MEA ET SAL"[9], în română: Domnul este lumina și mântuirea mea.

### Descrierea écu-ului din aur cu soare, emis sub Francisc I (1515 - 1547)

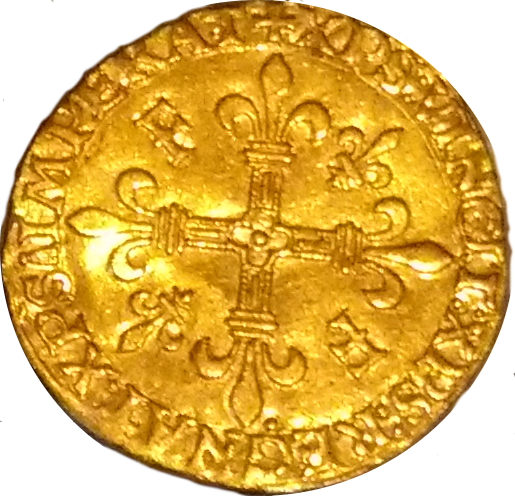
Écu de aur, cu soare, emis sub Francisc I

### Descrierea écu-ului din aur cu soare, emis deCarol al IX-lea(1560 - 1574)
- Aversul reprezintă Scutul Franței încoronat și însorit, cu legenda: "CAROLVS VIIII D G FRANCO REX MDLXV", în română: Carol al IX-lea, prin grația lui Dumnezeu, regele francilor
- Reversul este compus dintr-o cruce împodobită cu flori, cu diferentul atelierului într-un romb curbat, cu legenda: "+ CRISTVS REGNAT VINCIT ET IMPERAT" (adică, în română: Hristos domnește, învinge și comandă).

## Écu de argint

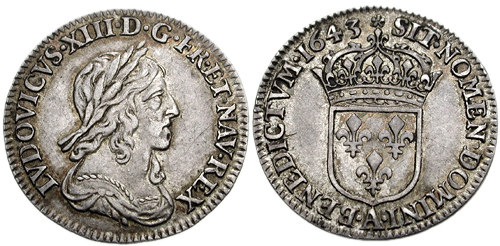
Écu d'argent emis de Ludovic al XIII-lea; avers: LVDOVICVS•XIII•D•G•FR•ET•NAV•REX, cap laureat, bust drapat și cu platoșă, spre dreapta; revers: ٭SIT•NOMEN•DOMINI•BENEDICTVM, 1643, Scutul Franței, încoronat; jos, litera A, semnul monetăriei din Paris.

Începând cu secolele al XVII-lea și al XVIII-lea, termenul écu a fost folosit, în exclusivitate, pentru a denumi o monedă cu modul mare, din argint, introdusă de Ludovic al XIII-lea, în 1640, inițial având valoarea de trei livre tournois.
Până la 1725 écu noi au fost emiși și reevaluați. După 1726 écu a rămas stabil la șase livre tournois. Écu-ul de argint (uneori numit louis d'argent) a fost divizat în monede de la 1/4 (quart d'écu) și de 1/2 écu (demi-écu).
În timpul Revoluției Franceze, inițial, au fost bătute monede écu ale Convenției (în franceză écu conventionnel), iar mai târziu monede de valoare egală, dar numite șase livre, în franceză, six livres. Odată cu monedele francului germinal, écu-ul nu a mai fost emis, dar termenul a rămas în uzul comun, pentru a indica o monedă de 5 franci de argint.